# Championnat d'Ouzbékistan de football 2001
Navigation
Saison précédente Saison suivante
La saison 2001 du Championnat d'Ouzbékistan de football est la dixième édition de la première division en Ouzbékistan, organisée sous forme de poule unique, l'Oliy Liga, où toutes les équipes se rencontrent deux fois au cours de la saison. En fin de saison, les quatre derniers du classement sont relégués et remplacés par les deux meilleures équipes de Birinchi Liga, la deuxième division ouzbèke, afin de faire passer le championnat à 16 équipes.
C'est le Neftchi Ferghana qui remporte le championnat cette saison après avoir terminé en tête du classement final, avec douze points d'avance sur le Pakhtakor Tachkent et treize sur Nasaf Qarshi. C'est le 5e titre de champion d'Ouzbékistan de l'histoire du club, qui manque le doublé en s'inclinant en finale de la Coupe d'Ouzbékistan, face au Pakhtakor Tachkent.
Le double tenant du titre, le FK Dostlik Tachkent, ne termine qu'à la neuvième place, à trente-sept points du Neftchi Ferghana.
À la suite de la réforme des compétitions continentales par l'AFC, les deux premiers du classement final se qualifient pour la toute nouvelle Ligue des champions de l'AFC. Pour cette saison uniquement, il n'y a pas d'autre compétition puisque la Coupe de l'AFC, la seconde compétition asiatique, ne démarre qu'en 2004.

## Clubs participants
- Pakhtakor Tachkent
- Neftchi Ferghana
- Sogdiana Jizzakh
- FK Bukhara
- Navbahor Namangan
- Zarafshon Navoiy
- PFK Andijan
- FK Kyzylkum Zarafshan
- FK Turon Nukus
- Traktor Tachkent
- Surxon Termiz
- FK Samarqand-Dinamo
- FK Academia Tachkent – promu de Birinchi Liga
- Nasaf Qarshi
- Metallurg Bekabad
- FK Dostlik Tachkent
- FK Semurg Angren
- Qimyogar Chirchiq

## Compétition
Le barème de points servant à établir le classement se décompose ainsi :
- Victoire : 3 points
- Match nul : 1 point
- Défaite : 0 point

### Classement
| Rang | Équipe                 | Pts | J  | G  | N  | P  | Bp | Bc  | Diff |
| ---- | ---------------------- | --- | -- | -- | -- | -- | -- | --- | ---- |
| 1    | Neftchi Ferghana       | 84  | 34 | 27 | 3  | 4  | 93 | 27  | +66  |
| 2    | Pakhtakor Tachkent C   | 72  | 34 | 23 | 3  | 8  | 72 | 32  | +40  |
| 3    | Nasaf Qarshi           | 71  | 34 | 22 | 5  | 7  | 82 | 47  | +35  |
| 4    | Navbahor Namangan      | 61  | 34 | 20 | 1  | 13 | 79 | 52  | +27  |
| 5    | FK Academia Tachkent P | 59  | 34 | 16 | 11 | 7  | 72 | 45  | +27  |
| 6    | FK Kyzylkum Zarafshan  | 53  | 34 | 16 | 5  | 13 | 48 | 35  | +13  |
| 7    | PFK Andijan            | 48  | 34 | 15 | 3  | 16 | 64 | 58  | +6   |
| 8    | FK Bukhara             | 48  | 34 | 15 | 3  | 16 | 57 | 58  | -1   |
| 9    | FK Dostlik Tachkent T  | 47  | 34 | 14 | 5  | 15 | 73 | 60  | +13  |
| 10   | Sogdiana Jizzakh       | 47  | 34 | 14 | 5  | 15 | 45 | 51  | -6   |
| 11   | Traktor Tachkent       | 46  | 34 | 13 | 7  | 14 | 54 | 58  | -4   |
| 12   | FK Samarqand-Dinamo    | 45  | 34 | 14 | 3  | 17 | 62 | 68  | -6   |
| 13   | Zarafshon Navoi        | 40  | 34 | 11 | 7  | 16 | 50 | 59  | -9   |
| 14   | Metallurg Bekabad      | 39  | 34 | 9  | 12 | 13 | 42 | 60  | -18  |
| 15   | Surxon Termiz          | 38  | 34 | 12 | 2  | 20 | 42 | 71  | -29  |
| 16   | Qimyogar Chirchiq      | 34  | 34 | 9  | 7  | 18 | 36 | 60  | -24  |
| 17   | FK Turon Nukus         | 30  | 34 | 8  | 6  | 20 | 36 | 77  | -41  |
| 18   | FK Semurg Angren       | 10  | 34 | 2  | 4  | 28 | 36 | 125 | -89  |

|  | Qualification pour la Ligue des champions de l'AFC 2003                             |
|  | Relégation directe en Birinchi Liga                                                 |
|  | T: Tenant du titre C: Vainqueur de la Coupe d'Ouzbékistan P: Promu de Birinchi Liga |

## Bilan de la saison
| Championnat d'Ouzbékistan de football 2001 |                             |
| Champion                                   | Neftchi Ferghana (5e titre) |
| Coupes et trophées                         |                             |
| Vainqueur de la Coupe d'Ouzbékistan 2001   | Pakhtakor Tachkent          |
| Qualifications continentales               |                             |
| Ligue des champions de l'AFC 2003          | Neftchi Ferghana            |
| Ligue des champions de l'AFC 2003          | Pakhtakor Tachkent          |
| Promotions et relégations                  |                             |
| Promus en Oliy Liga                        | Temiryulchi Kokand          |
| Promus en Oliy Liga                        | Mash'al Mubarek             |
| Relégués en Birinchi Liga                  | Surxon Termiz               |
| Relégués en Birinchi Liga                  | Qimyogar Chirchiq           |
| Relégués en Birinchi Liga                  | FK Turon Nukus              |
| Relégués en Birinchi Liga                  | FK Semurg Angren            |